# Каймановые ящерицы
Каймановые ящерицы (лат. Dracaena) — род чешуйчатых из семейства тейид (Teiidae). Обитают в тропической части Южной Америки.

## Классификация
На март 2021 года в род включают 2 современных вида и 1 вымерший:
- Dracaena guianensis Daudin, 1801 — Каймановая ящерица
- Dracaena paraguayensis Amaral, 1950 — Парагвайская каймановая ящерица[1]
- † Dracaena colombiana Estes, 1961 — средний миоцен Honda Group, Колумбия[5]